# Biblioteca di Economia dell'Università di Pavia
La Biblioteca di Economia dell’Università di Pavia è la biblioteca della facoltà di Economia e conta un patrimonio di oltre 42.371 volumi e 543 periodici, 104 dei quali attivi.

## La storia e la sede
La facoltà di Economia è una della più giovani dell’università di Pavia, dato che fu istituita solo nel 1964, mentre la biblioteca venne creata nel 1985. La facoltà è collocata all’interno dell’ex complesso monastico di San Felice, già documentato nel 760, quando il re longobardo Desiderio e sua moglie, la regina Ansa, lo confermarono sotto la giurisdizione del monastero di Santa Giulia di Brescia. L’ente conobbe due momenti di grande splendore: il primo, tra il IX e l’XI secolo, quando si rese autonomo dal monastero di Santa Giulia e ottenne da vari re e imperatori, soprattutto durante la dinastia ottoniana, privilegi e beni sul lago Maggiore, a Coronate, a Voghera, nel Siccomario, a Tromello e a Pieve Porto Morone. Mentre il secondo fu il XV secolo, quando il monastero di San Felice ricevette concessioni, esenzioni e beni da Filippo Maria Visconti, Bona di Savoia e Ludovico il Moro. Nel 1785 l’ente, che ospitava circa 60 monache, venne soppresso e trasformato in orfanotrofio e tale destinazione fu mantenuta fino agli anni ’50 del Novecento, quando fu acquisto dall’università. Una delle aule studio è collocata nell’ex chiesa del monastero, sorta, tra l’VIII e il IX secoli sui resti di edifici romani, al cui interno sono visibili otto tombe alla cappuccina, alcune di esse affrescate, di badesse di età longobarda, mentre nella sottostante cripta si trovano arche marmoree del X secolo. A fianco alla chiesa si apre il chiostro rinascimentale, realizzata tra il 1493 e il 1500. La biblioteca dispone di una sala studio, che può ospitare, complessivamente, circa 91 studenti.

## Le raccolte librarie
La biblioteca conserva diversi fondi librari, tra i quali vanno segnalati il fondo Argenziano: donato da Riccardo Argenziano (Parma 1913- Milano 2005), che fu preside della facoltà tra il 1968 al 1976 e, nel 1989, professore emerito. Il fondo è costituito da 1.330 volumi e 3.000 documenti.
Fondo Antiquario: formato da 54 volumi, editi nella prima metà dell’Ottocento e da numerose riviste, come la raccolta completa (1894 -1935) de La Riforma Sociale, e prime edizioni di Pierre-Joseph Proudhon, quali Qu'est ce que la propriété? (1840).